# Le Cargo maudit
Pour plus de détails, voir Fiche technique et Distribution.
Le Cargo maudit (Strange Cargo) est un film américain réalisé par Frank Borzage, sorti en 1940.

## Synopsis
Julie, une artiste de café ainsi que prostituée cynique, fatiguée de son quotidien se rend dans une ville proche de la colonie pénitentiaire de l'Île du Diable en Guyane français. Elle y rencontre André Verne, un prisonnier, sur le quai où il se cache. Il attrape sa cheville et la menace d'expulsion si elle est retrouvée en train de fréquenter un prisonnier. L'absence d'André Verne n'est pas remarquée car un homme en uniforme de prisonnier rejoint l'équipe de travail de retour, rendant le décompte correct. Verne va dans la chambre de Julie parce qu'il veut une femme mais elle ne veut rien de lui et menace de le dénoncer, ce que M'sieu Pig a fait. Verne est renvoyé en prison et Julie est bannie de l'île mais n'a pas d'argent pour le passage. M'sieu Pig souhaite qu'elle reste mais se méfiant de lui, elle demande de l'aide à Marfeu et finit par être retenue prisonnière dans sa cabane.
Grideau, un gardien de prison, est mystifié par le fait que le décompte des gangs de travail était correct même si Verne se trouvait à l'extérieur de la prison. Grideau pense que Verne a du potentiel, contrairement à la plupart des prisonniers mais craint que l'homme ne soit condamné à mort. Dans la caserne de la prison, l'inconnu, qui s'appelle Cambreau, étonne tout le monde avec des dons divinatoires comme avec la météo ou sa connaissance des gens, son endurance physique, sa disponibilité avec des citations appropriées de l'Écriture, même sa possession inexpliquée d'argent en cas de besoin. Dans une conversation avec Verne, il lu affirme que tout homme a Dieu dans son cœur. Son camarade se moque alors de lui pointant sarcastiquement du doigt tous les merveilleux exemples de Dieu qui les entourent.
Moll, un prisonnier, organise une évasion et emmène Cambreau, Telez, Hessler, un tueur en série qui empoisonne ses femmes, Flaubert et Dufond avec lui. Verne et Moll sont des ennemis acharnés, mais malgré cela ou à cause de cela, Verne prévoit de les rattraper et de se joindre à eux. La randonnée à travers la jungle est brutale et tandis qu'ils cherchent de la nourriture dans les sous-bois. Pendant ce temps, Julie s'est battue avec Marfeu, qui l'a surprise en train de faire un sac de nourriture, essayant de s'enfuir. Son bras est levé pour le poignarder à mort lorsque la voix de Cambreau se fait entendre lui disant de ne pas agir ainsi. Plus tard, alors que Julie supplie son ravisseur de la laisser partir, Verne fait irruption. Il prend l'argent à Marfeu et emmène Julie avec lui. Peu après, Cambreau revient avec le ravitaillement et Verne apparaît.
Lorsqu'ils atteignent la côte, le groupe des évadés est fatigué à l'exception de Cambreau. Ce dernier empêche Moll de boire de l'eau de mer et affirme qu'un bateau les attend plus loin. Ils le trouvent de même que de l'eau fraiche. au cours d'une longue marche, Julie se confie sur son passé et ses nouveaux espoirs, son amour pour Verne et ses peurs pour lui. Seuls Verne, Julie, Hessler et Cambreau survivent à la longue épreuve tandis que les autres meurent, certains héroïquement, tous recevant consolation de Cambreau. Une fois à terre, ils ont mis le bateau à la dérive avec le corps de Moll à l'intérieur, espérant que les autorités supposeront qu'il n'y avait aucun survivant de l'évasion de la prison. Cambreau les emmène dans une cabane de pêcheur où ils se réfugient, se lavent, se rasent, remplacent leurs haillons par des vêtements propres. Le pêcheur nie avoir un bateau jusqu'à ce que Verne le menace avec un rasoir. Dans le port du continent, Grideau et ses hommes, accompagnés de M'sieu Pig, examinent le bateau avec le corps de Moll dedans. Comme les évadés l'espéraient, ils croient que tous sont morts, mais on trouve un morceau de la robe de Julie.
Hessler quitte ses camarades, annonçant qu'il part à la recherche d'une riche veuve - sa prochaine victime. Une fois seul, il s'arrête et regarde en arrière, luttant contre la croyance, puis, grimaçant de façon démoniaque, se faufile dans la nuit alors qu'une tempête commence. Dans le port, Julie cherche un bateau qui pourra la faire partir mais en vain du fait du mauvais temps qui s'aggrave. M'sieu Pig la voit et menace d'exposer Verne à moins qu'elle n'accepte de retourner sur l'île avec lui et de l'épouser. Elle le méprise au début, mais réalisant que c'est le seul espoir de Verne, elle accepte, à condition qu'elle soit autorisée à dire au revoir. Sa conversation avec Verne est angoissante, et quand M'sieu Pig entre dans la hutte, Verne suppose le pire. Finalement, Julie part avec l'autre. Malgré le mauvais temps, ils se dirigent vers le bateau avec le pêcheur. Verne décide de tuer Cambreau en le frappant à la mâchoire et le jetant délibérément par-dessus bord dans les vagues déferlantes. Cambreau s'accroche à un morceau de bois flotté, évoquant l'image de Christ sur la croix du Calvaire.
Le pêcheur dit alors à Verne que lui seul peut sauver Cambreau mais il se moque de l'homme qui se noie, exigeant de savoir où est Dieu maintenant mais Cambreau coule en criant. Verne se fige d'horreur puis, appelant désespérément le nom de Cambreau, plonge dans la mer déchaînée pour le sauver. De retour sur le pont, Verne pense que Cambreau est mort et lui demande pourquoi. Alors Cambreau ouvre les yeux et Verne, pleurant, l'embrasse. Le lendemain, la tempête est finie et Julie, M'sieu Pig et Grideau sont sur le pont du paquebot qui les ramènera sur l'île. Julie voit Verne marcher avec confiance le long du quai vers le navire et court pour l'arrêter. Il continue à venir et, plein de gouailles comme d'habitude, se rend à Grideau. Repentant mais toujours arrogant, il plaisante en disant qu'une femme comme Julie était tout ce dont le directeur avait vraiment besoin pour le maintenir en ligne. Elle l'attendra et ils se marieront après qu'il aura purgé sa peine. De l'autre côté du port, à bord du bateau du pêcheur, lui et Cambreau surveillent le paquebot. Le pêcheur demande s'ils iront bien finalement, et son camarade répond que oui. Il salue le pêcheur, qui enlève son chapeau et le quitte en s'éloignant à grands pas sur le pont pour disparaître dans l'ombre où il n'y a pas de passage. 
Le pêcheur souriant alors en faisant lentement le signe de la croix sur sa poitrine.

## Fiche technique
- Titre : Le Cargo maudit
- Titre original : Strange Cargo
- Réalisation : Frank Borzage
- Scénario : Lawrence Hazard d'après le roman Not Too Narrow, Not Too Deep de Richard Sale
- Adaptation : Anita Loos (non créditée)
- Dialogue : Lesser Samuels (non crédité)
- Production : Frank Borzage et Joseph L. Mankiewicz
- Société de production : Loew's et MGM
- Musique : Franz Waxman
- Photographie : Robert Planck
- Montage : Robert Kern
- Direction artistique : Cedric Gibbons
- Décorateur de plateau : Edwin B. Willis
- Costumes : Adrian (non crédité)
- Format : Noir et blanc - Son : Mono (Western Electric Sound System)
- Pays d'origine :  États-Unis
- Langue : anglais
- Genre : Drame
- Durée : 113 minutes
- Date de sortie : 
  - États-Unis : 1er mars 1940

## Distribution

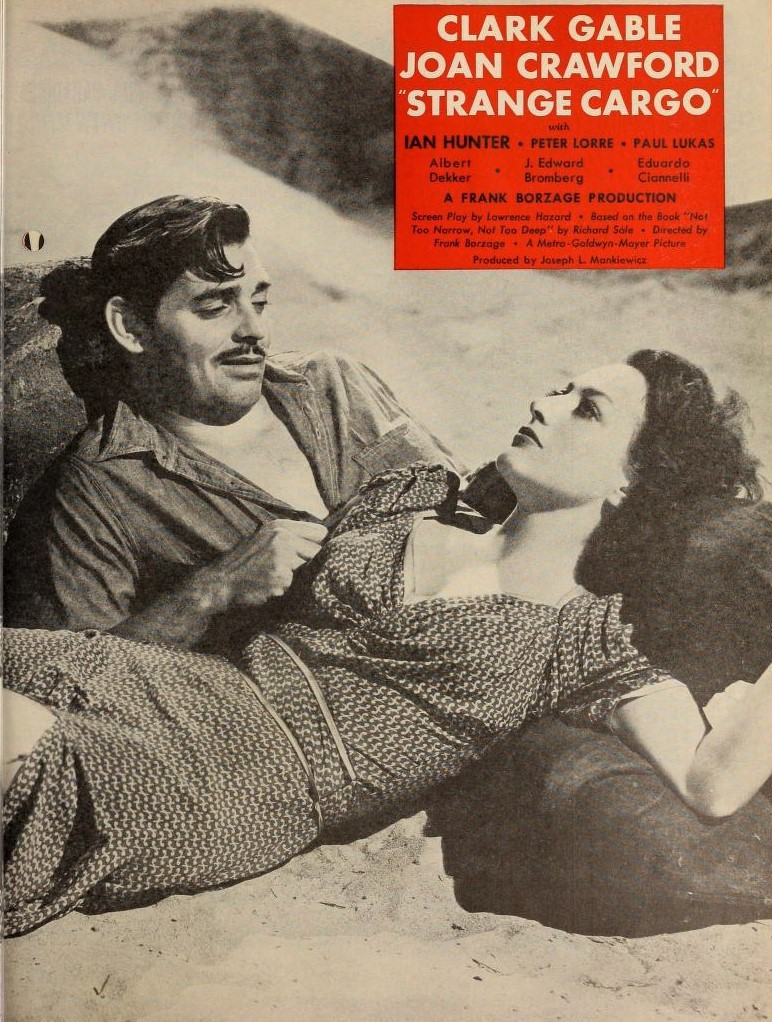
Clark Gable et Joan Crawford.

- Joan Crawford : Julie
- Clark Gable : Verne
- Ian Hunter : Cambreau
- Peter Lorre : M'sieu Pig
- Paul Lukas : Hessler
- Albert Dekker : Moll
- J. Edward Bromberg : Flaubert
- Eduardo Ciannelli : Telez
- John Arledge : Dufond
- Frederick Worlock : Grideau
- Bernard Nedell : Marfeu
- Victor Varconi : Le pêcheur